# Ártándi Pál
Ártándi Pál (? – Medgyes, 1530. január 25.) magyar köznemes, 1518-ban az országtanács befolyásos tagja, Szapolyai János egyik leghűségesebb híve, 1525-től beregi és máramarosi főispán.

## Életrajza
Családja a bihari Ártándról való, de nem bizonyított, hogy ott született volna. Ismeretes, hogy volt egy testvére is Ártándi Balázs, aki ugyancsak a köznemesi párt tagja volt és részt vett a munkájában. Már 1505-ben részt vett bihari küldöttként a rákosi országgyűlésen, ahol a köznemesség kimondta, hogy többet idegen uralkodót nem választ meg. 1514-ben harcolt a magyar parasztháborúban Dózsa György ellen, majd még ez évben feleségül vette Telegdi István egyik lányát, Rozinát, akitől Ilona nevű lánya született.
1522-ben Lengyelországba távozott, hogy I. Zsigmond Ágostot rávegye a törökök elleni hadüzenetre és Magyarország megsegítésére, mivel az ország 1521-ben újból háborúra kelt az Oszmán Birodalommal. 1523 elején Prágába ment, II. Lajos királyhoz, akit a cseh rendek hívtak oda még 1522-ben. Ártándi megpróbálta rávenni a királyt a mielőbbi hazatérésre, de az csak május 2-án tért vissza Magyarországra.

Tagja volt az ún. kalandos társulat-nak mely a királyi hatalom tekintélyét célozta visszaállítani a pártoskodó magyar főurakkal szemben.
A mohácsi vész után Balázzsal együtt Szapolyai János mellé állt és megkapták tőle 1528-ban Tokajt. Részt vettek a tarcali és szinai ütközetekben, és keményen pusztította a Habsburg-párti tiszai nemesek birtokait.
Ártándi viszont ellenezte, hogy Lodovico Grittit kormányzó válasszák. Ezért mint riválist Gritti elfogta és lefejezte Medgyesen. Grittinek esett áldozatul másik ellenfele, Czibak Imre püspök is.
Az Ártándiak végig hűségesek maradtak a Szapolyaiakhoz, így János Zsigmondhoz és Izabella királynéhoz is. Izabellának szinte az utolsó hívei közé tartoztak Erdélyben, miután az ottani I. Ferdinánddal szimpatizáló nemesek kiűzték őket.